# Vasavere
Vasavere est un village de la Commune de Illuka du Comté de Viru-Est en Estonie. Sa population est de 102 habitants.